# Конхология
Конхология, конхиология или конхилиология (на старогръцки: κόγχη; на старогръцки: κογχύλιον – „раковина“ и на старогръцки: λόγος – „наука“) е дял от зоологията, изучаващ раковините. Специалистите в областта на конхологиятя се наричат конхолози.
Обект на конхологията са не всички мекотели, а само черупчестите – тези, които образуват раковини. Калмарите, октоподите и другите главоноги мекотели (Cephalopoda) нямат външен скелет (раковина), с изключение на Nautiloidea. Поради това конхолозите изучават основно четири групи черупчести мекотели (Conchifera): Охлюви (Gastropoda), Миди (Bivalvia), Хитони (Polyplacophora) и Скафоподи (Scaphopoda).